# Charles Valadier

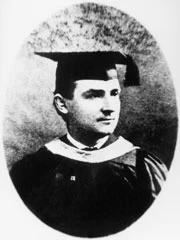
Auguste Charles Valadier

Sir Auguste Charles Valadier (Parigi, 26 novembre 1873 – Normandia, 31 agosto 1931) è stato un dentista francese naturalizzato statunitense pioniere della traumatologia maxillo-facciale e della chirurgia plastica.

## Biografia
Nacque a Parigi nel 1873, in seguito la famiglia di Valadier emigrò in America nel 1876. Si diplomò come dentista al Philadelphia Dental College nel 1901. Allo scoppio della Grande guerra Valadier esercitava in un importante studio dentistico a Parigi. Si offrì volontario alla British Red Cross Society e fu inviato ad Abbeville, in Francia.  Il 16 ottobre 1914 Valadier fu assegnato all'ospedale da campo di Boulogne-sur-Mer. Arrivò in Rolls-Royce con l'autista al quartier generale britannico, trasportando con sè tutta la sua attrezzatura odontoiatrica.
Valadier capì che le ferite da proiettile al viso e alle mascelle necessitavano di un trattamento speciale. Stabilì un'unità maxillo-facciale presso l'ospedale, in un negozio di zucchero riconvertito. La posizione era ideale per trasferire i pazienti dai treni-ambulanza alle navi-ospedale dirette in Inghilterra. Nel maggio 1917 l'ospedale fu ribattezzato 83° Dublin General Hospital e si trasferì nei pressi della città di Wimereux. Valadier fornì le attrezzature e i tecnici di laboratorio per l'unità ospedaliera di Wimereux con fondi derivati dal suo studio dentistico parigino.
Nel maggio 1917 Valadier e il suo staff avevano trattato più di 1.000 casi di lesioni alla mascella e al viso riportando solo 27 morti. Fu qui che sviluppò tecniche di trattamento per affrontare le problematiche cicatriziali delle ferite al viso. Tecniche fondamentali erano la chiusura precoce delle ferite per prima intenzione senza tensione e la ritenzione dei denti; anche quelli nella linea di frattura. La gangrena veniva combattuta con frequenti irrigazioni di acqua sterile sotto pressione.
Valadier pubblicò diversi articoli durante la guerra sia come unico autore, sia con il capitano Harold Lawson Whale, unitosi a lui nel luglio 1916.
Altri chirurghi militari vedendo il lavoro di Valadier furono ispirati a seguirlo. Tra loro c'era il capitano Harold Gillies, il chirurgo otorinolaringoiatra scelto per assistere Valadier in sala operatoria, e futuro padre della moderna chirurgia plastica.
Sir Harold Gillies scrisse di Valadier nel 1957:"A Boulogne c'era un grande uomo grasso dai capelli color sabbia e dal volto rubicondo, che aveva equipaggiato la sua Rolls-Royce con poltrona odontoiatrica, trapani e i ferri necessari. Il nome di quest'uomo era Charles Valadier. Si batté fino a quando non ebbe otturato d'oro tutti i denti residui nel General Hospital Quarter britannico. Con i generali legati alla poltrona, li convinse della necessità di un'unità di chirurgia plastica e maxillo-facciale ... il merito di averla creata, che ha così facilitato il successivo progresso della chirurgia plastica, deve andare alle notevoli doti dialettiche dello scaltro e geniale Sir Charles Valadier".
Reginald Pound, giornalista e biografo britannico scrisse nella biografia "Gillies, surgeon extraordinary": "Gillies potrebbe essere in debito dell'esperienza e dell'abilità di Valadier di più di quanto fosse disposto ad ammettere."
Scarse sono le notizie nel dopoguerra di Valadier. Dopo essere stato congedato con onore, tornò a Parigi e continuò la professione odontoiatrica con grande successo. Morì il 31 agosto 1931 nella sua villa di Le Touquet, sulla costa della Normandia dopo aver contratto una malattia ematologica, probabilmente leucemica.